# Hafedh Ben Salah
Pour les articles homonymes, voir Ben Salah.
Hafedh Ben Salah, né le 28 janvier 1950 à Moknine, est un avocat, universitaire et homme politique tunisien. Il est ministre de la Justice, des Droits de l'homme et de la Justice transitionnelle au sein du gouvernement Mehdi Jomaa du 29 janvier 2014 au 6 février 2015.